# 卵圆尖卷螺
卵圆尖卷螺（学名：Rhizorus ovulinus）为囊螺科尖卷螺属的动物。分布于日本以及中国大陆的台湾海峡西部、大鹏湾等地，属于暖水性种类。其一般栖息于潮下带浅水区到水深108米泥砂质底。